# Suore adoratrici del Sangue di Cristo

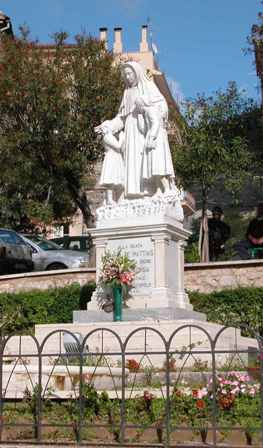
Monumento a santa Maria De Mattias, fondatrice della congregazione, a Vallecorsa

Le suore adoratrici del Sangue di Cristo (in latino Sorores Adoratrices Pretiossimi Sanguinis) sono un istituto religioso femminile di diritto pontificio: i membri di questa congregazione pospongono al loro nome la sigla A.S.C..

## Storia
La congregazione venne fondata il 4 marzo del 1834 ad Acuto (Frosinone) dalla religiosa italiana Maria De Mattias (1805-1866): la De Mattias venne ispirata dal fondatore dei missionari del Preziosissimo Sangue, il sacerdote Gaspare del Bufalo (1786-1836).
L'istituto ricevette il pontificio decreto di lode il 30 maggio 1855 e venne approvato definitivamente dalla Santa Sede il 4 gennaio 1878.
La fondatrice è stata canonizzata da papa Giovanni Paolo II il 18 maggio 2003.

## Attività e diffusione
Le adoratrici del Sangue di Cristo si dedicano all'apostolato missionario svolgendo opera di evangelizzazione e promozione umana. La spiritualità dell'istituto è incentrata sul culto del sangue di Gesù, ritenuto fonte di pace e di riconciliazione: per questo le suore considerano prioritari l'impegno per la riconciliazione, la non violenza, la solidarietà e il rispetto della vita.
Sono presenti in Europa (Albania, Austria, Belgio, Bosnia ed Erzegovina, Croazia, Germania, Italia, Liechtenstein, Polonia, Russia, Serbia, Spagna, Svizzera, Ucraina), nelle Americhe (Argentina, Bolivia, Brasile, Colombia, Guatemala, Stati Uniti d'America), in Asia (Corea del Sud, Filippine, India), in Africa (Guinea-Bissau, Tanzania) e in Australia: la sede generalizia è a Roma.
Al 31 dicembre 2005, la congregazione contava 1.751 religiose in 330 case.